# TEX37
TEX37 (англ. Testis expressed 37) – білок, який кодується однойменним геном, розташованим у людей на 2-й хромосомі. Довжина поліпептидного ланцюга білка становить 180 амінокислот, а молекулярна маса — 20 615.
| 10         |  | 20         |  | 30         |  | 40         |  | 50         |
| ---------- |  | ---------- |  | ---------- |  | ---------- |  | ---------- |
| MAGVKYPGQD |  | PVDLDIYQSS |  | HMVDYQPYRK |  | HKYSRVTPQE |  | QAKLDAQLRD |
| KEFYRPIPNP |  | NPKLTDGYPA |  | FKRPHMTAKD |  | LGLPGFFPSQ |  | EHEATREDER |
| KFTSTCHFTY |  | PASHDLHLAQ |  | GDPNQVLQSA |  | DFPCLVDPKH |  | QPAAEMAKGY |
| LLLPGCPCLH |  | CHIVKVPILN |  | RWGPLMPFYQ |  |            |  |            |

A: Аланін

C: Цистеїн

D: Аспарагінова кислота

E: Глутамінова кислота

F: Фенілаланін

G: Гліцин

H: Гістидин

I: Ізолейцин

K: Лізин

L: Лейцин

M: Метіонін

N: Аспарагін

P: Пролін

Q: Глутамін

R: Аргінін

S: Серин

T: Треонін

V: Валін

W: Триптофан

Локалізований у цитоплазмі, ядрі.